# Gerd Strantzen
Gerd Strantzen, född 12 december 1897 i Hamburg, död 30 augusti 1958, var en tysk landhockeyspelare.
Strantzen blev olympisk bronsmedaljör i landhockey vid sommarspelen 1928 i Amsterdam.